# Ida (orquídea)
Ida é um género botânico pertencente à família das orquídeas (Orchidaceae). Foi proposto por A.Ryan & Oakeley em 2003, publicado em Orchid Digest 67,1: 9. A espécie tipo é a Ida cinnabarina (Lindl. ex Rolfe) A. Ryan & Oakeley, anteriormente Maxillaria cinnabarina Lindley ex J.C.Stevens.

## Distribuição
O gênero Ida agrupa cerca de três dezenas de espécies epífitas, freqüentemente terrestres ou rupícolas, de crescimento cespitoso, à noite perfumadas, quase todas das florestas do oeste da América do Sul, uma ou duas na América Central e Caribe, e uma nas florestas da Serra do Mar no Brasil. O Peru é considerado seu centro de irradiação.

## Taxonomia
O gênero Ida foi recentemente criado ao segregar-se a seção fimbriata de Lycaste. Diversas foram as razões, tanto genéticas como morfológicas. A contagem cromossômica de Lycaste é quarenta, enquanto em Ida é variável porém sempre maior que isso.
Comparando-se com as Lycaste, as Ida, têm flores que não se abrem muito e normalmente ficam algo curvadas para baixo em razão de seu peso. Em Lycaste as sépalas direitas e largas, conferem à flor um formato triangular quase perfeito. Em Ida as sépalas laterais são em regra falcadas, apontando para baixo, e mais estreitas na base, portanto menos presas ao pé da coluna, com a qual formam um pequeno mento onde esta preso o labelo. Neste mento, muito mais complicado que em Lycaste, acumula-se néctar em abundância, enquanto em Lycaste este é escasso e acumula-se na base do labelo. labelo muito mais atenuado para a base em Ida, além disso, o lobo mediano do labelo em Ida é fimbriado, enquanto em Lycaste é ondulado O calo do disco em Ida é mais largo e apresenta diversos sulcos. O viscídio de Ida é bem mais complexo que o de Lycaste. Conforme já mencionado, seu centro de irradiação é bem mais ao sul que o de Lycaste, desta, o norte da Colômbia, com muitas espécies na América Central.

## Descrição
Seu rizoma é curto, com pseudobulbos de secção elíptica ou quadrangular, lisos ou sulcados, algo compressos dos lados, quando novos revestidos de Baínhas, com até três folhas no ápice. Estas são grandes e multinervadas, pseudopecioladas, algo parecidas com as de Stanhopea, quase sempre caducas. A inflorescência é solitária, ou raramente com duas flores grandes e vistosas, muito mais curta que as folhas, em regra mais alta que os pseudobulbos, ereta, nasce das Baínhas do pseudobulbo. São frequentes as vezes em que nascem diversos rácimos juntos, dando a impressão de que sejam muito mais flores por inflorescência.
Como acima já mencionamos as flores acrescentamos apenas para complementar que as pétalas são menores que as sépalas e estas de igual tamanho entre sí. O labelo é levemente unguiculado, trilobado, lobos laterais erguidos. A coluna é longa e arcada, na base prolongada em pé, com antera terminal abrigando dois pares de polínias. A cor mais comum para pétalas e sépalas é o verde claro, contrastando com as cores do labelo, estas muito variáveis.